# Symphonie no 92 de Joseph Haydn
Symphonie Oxford
La Symphonie no 92 en sol majeur Hob. I:92, est une symphonie du compositeur autrichien Joseph Haydn, qui a été composée en 1789 au palais Esterházy pour le comte d'Ogny, promoteur des concerts de la Loge olympique à Paris. Le comte d'Ogny étant décédé l'année suivante, la création eut lieu à Londres au cours de la première tournée de Haydn en Angleterre en 1791. Le surnom de Symphonie Oxford rappelle qu'elle a été jouée lors de la cérémonie de remise du titre de docteur honoris causa à Haydn par l'université d'Oxford.

## Analyse de l'œuvre
La forme de cette symphonie correspond à celle de la symphonie classique en quatre mouvements.
1. Adagio - Allegro spiritoso
2. Adagio
3. Menuetto (Allegretto) - Trio
4. Presto

Durée approximative : 25 minutes

## Instrumentation
- Une flûte, deux hautbois, deux bassons, deux cors, deux trompettes, timbales, cordes.

Lors de la création Joseph Haydn dirige l'orchestre au pianoforte.